# Phaonia atlanis
Phaonia atlanis este o specie de muște din genul Phaonia, familia Muscidae, descrisă de Malloch în anul 1923. Conform Catalogue of Life specia Phaonia atlanis nu are subspecii cunoscute.